# Pochyta remyi
Pochyta remyi là một loài nhện trong họ Salticidae.
Loài này thuộc chi Pochyta. Pochyta remyi được Lucien Berland & Millot miêu tả năm 1941.